# Torneo Pre Sudamericano 2017-2018
Il Torneo Pre Sudamericano 2017-2018 si è svolto dal 20 al 21 gennaio 2017: al torneo hanno partecipato quattro squadre di club argentine e la vittoria finale è andata per la seconda volta al Lomas.

## Regolamento
Il torneo prevede la partecipazione delle migliori quattro classificate al termine del girone d'andata (weekend 6) della Liga Argentina de Voleibol nella stagione corrente, che non si siano già qualificate al torneo continentale; si affrontano in gara unica, dando vita a semifinali e finali.

## Squadre partecipanti
| Squadra          | Qualificazione                                            | Ultima partecipazione        |
| ---------------- | --------------------------------------------------------- | ---------------------------- |
| Ciudad           | 2ª al girone di andata Liga Argentina de Voleibol 2017-18 | Torneo Pre Sudamericano 2017 |
| Gigantes del Sur | 5ª al girone di andata Liga Argentina de Voleibol 2017-18 | Debutto                      |
| Lomas            | 1ª al girone di andata Liga Argentina de Voleibol 2017-18 | Torneo Pre Sudamericano 2017 |
| UPCN             | 3ª al girone di andata Liga Argentina de Voleibol 2017-18 | Debutto                      |

## Torneo

### Semifinali
| 20 dicembre 2017 Estadio Aldo Cantoni, San Juan Durata: 1h:21 - Spettatori: ? | Ciudad | 0 - 3 | Lomas            | 22-25, 25-27, 19-25               |
| 20 dicembre 2017 Estadio Aldo Cantoni, San Juan Durata: 1h:48 - Spettatori: ? | UPCN   | 3 - 2 | Gigantes del Sur | 20-25, 25-18, 21-25, 25-22, 15-12 |

### Finale 3º posto
| 21 dicembre 2017 Estadio Aldo Cantoni, San Juan Durata: 1h:06 - Spettatori: ? | Ciudad | 3 - 0 | Gigantes del Sur | 25-14, 26-24, 25-19 |

### Finale
| 21 dicembre 2017 Estadio Aldo Cantoni, San Juan Durata: 1h:42 - Spettatori: ? | UPCN | 1 - 3 | Lomas | 20-25, 25-19, 22-25, 23-25 |

## Classifica finale
| Pos | Squadra          | Verdetto                                 |
| --- | ---------------- | ---------------------------------------- |
| 1   | Lomas            | al Campionato sudamericano per club 2018 |
| 2   | UPCN             |                                          |
| 3   | Ciudad           |                                          |
| 4   | Gigantes del Sur |                                          |